# Kinshasa (gemeente)
De gemeente Kinshasa is een gemeente in het noorden van de stadsprovincie Kinshasa in de Democratische Republiek Congo. Het ligt ten zuiden van de gemeente Gombe en de Boulevard du 30 Juin.
Het wordt in het noorden begrensd door de Zoölogische Tuin van Kinshasa, gelegen in de gemeente Gombe, in het oosten scheidt de Avenue du Peuple het van Barumbu, in het zuiden is de Boulevard Triomphal de gemeentegrens met Kasa-Vubu en Kalamu, waarbij het Stade des Martyrs de la Pentecôte nog net binnen de gemeentegrenzen ligt, in het westen markeert de Avenue De La Démocratie, die overgaat in de Avenue Des Huileries de grens met Lingwala.
| \| De 4 districten en 24 gemeentes van Kinshasa \| |                   |  |
| District Lukunga District Funa District Mont-Amba District Tshangu Brazzaville Kongo Pool Malebo M'Bamou Baai van Ngaliema Gombe Barumbu Kin. Ling. K.-V. Ng.-Ng. Kal. Banda- lungwa Kintambo Ngaliema Selembao Bumbu Makala Ngaba Lemba Limete Matete Kisenso Masina Ndjili Kimbanseke Nsele Mont-Ngafula N. M.-N. Ns. Kim. Maluku |                   |  |
| afkortingen: stadscentrum: Kinshasa (Kin.), Kasa-Vubu (K.-V.), Lingwala (Ling.), Ngiri-Ngiri (Ng.-Ng.) provinciekaart: Ngaliema (N.), Mont-Ngafula (M.-N.), Kimbanseke (Kim.), Nsele (Ns.) |                   |  |
| De 4 districten en 24 gemeentes van Kinshasa | Vlag van Kinshasa |  |